# وساع (مركز)
وساع هو مركز سعودي واقع بديار الصهاليل آل السري قحطان في محافظة هروب القطاع الجبلي بمنطقة جازان جنوب غرب السعودية.